# Kloster Avenas

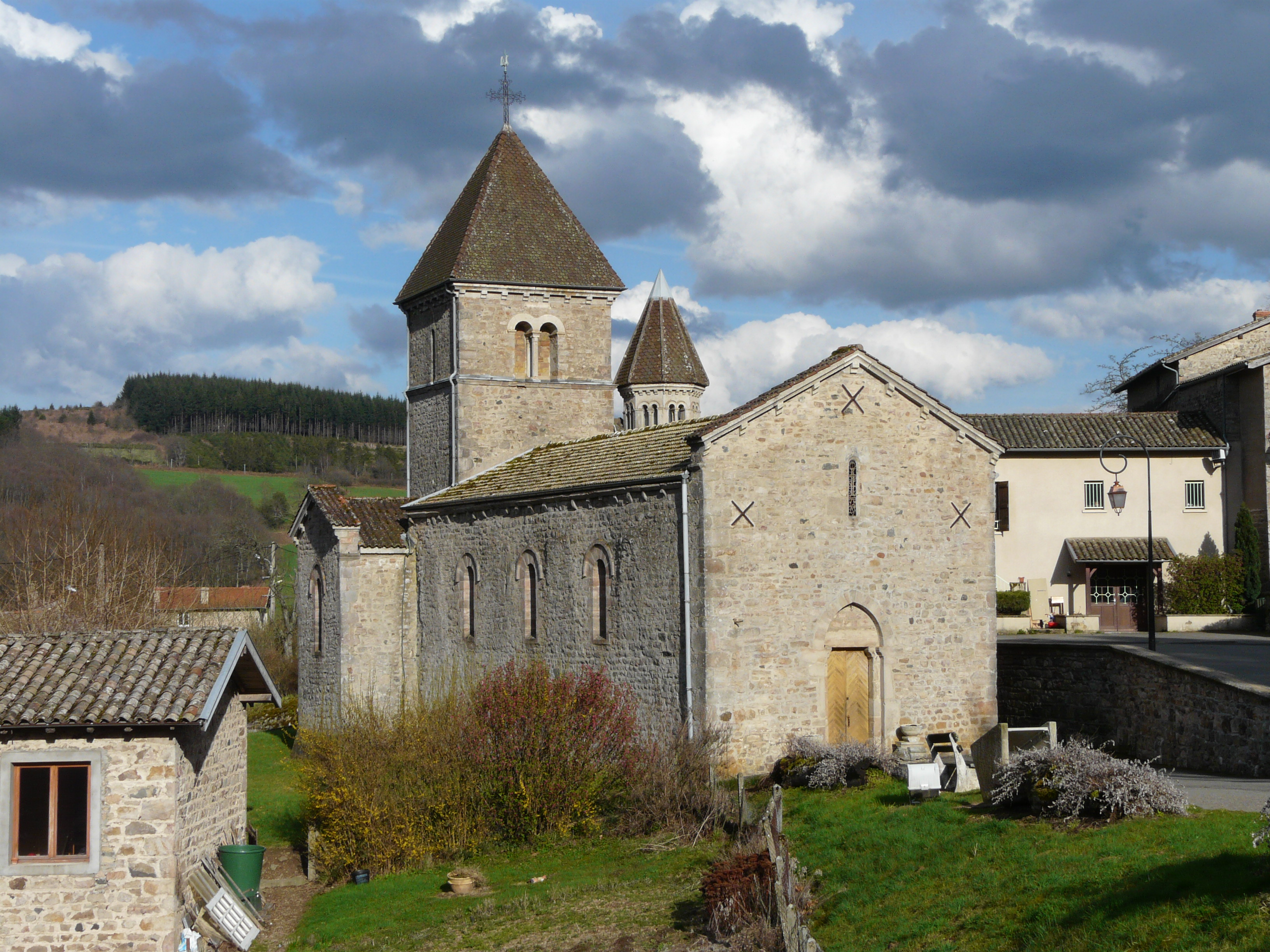
Notre-Dame d’Avenas

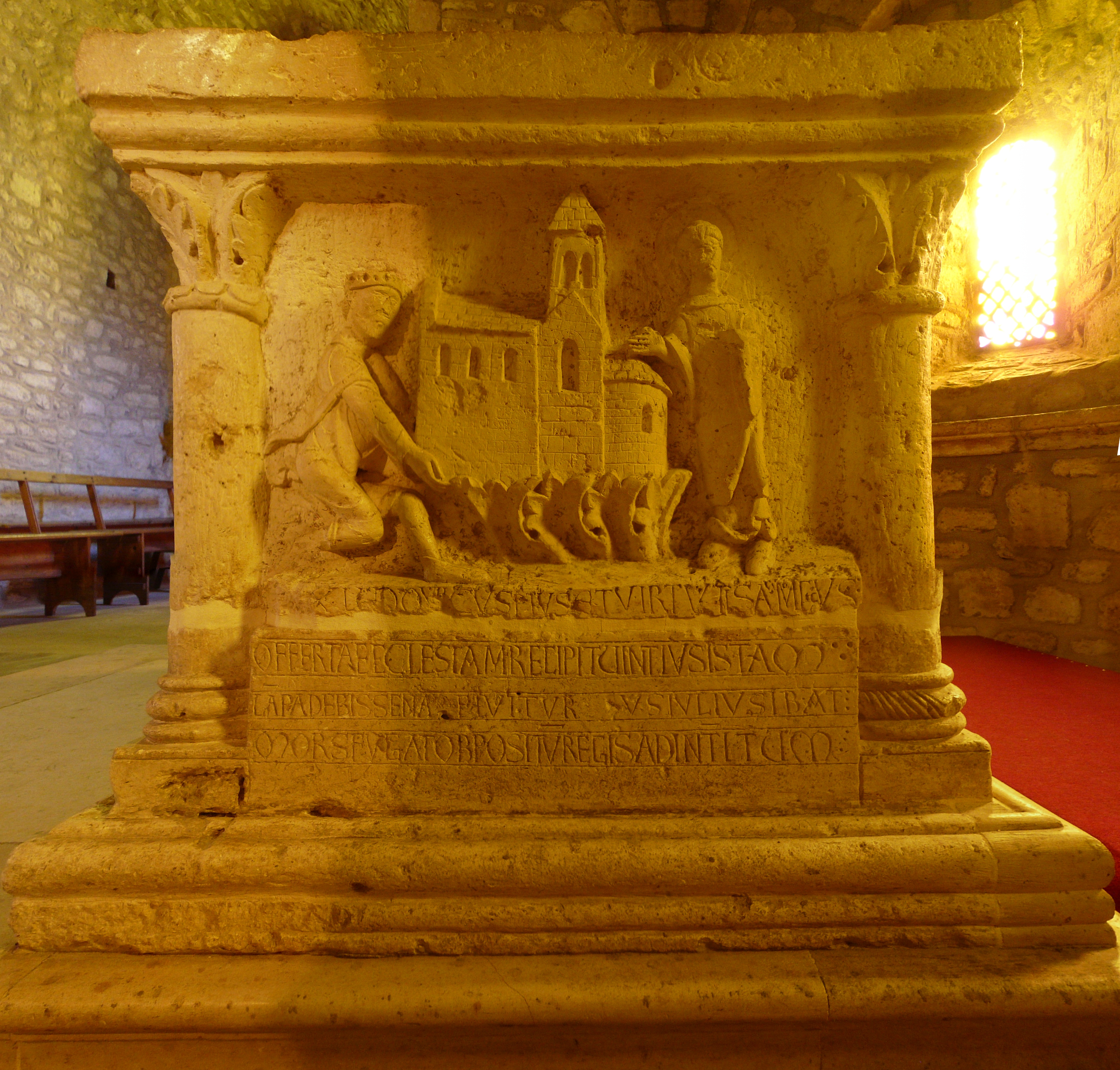
Kalksteinaltar mit lateinischer Inschrift

Das Kloster Avenas war ein Zisterzienserkloster in Frankreich in der Gemeinde Avenas im Kanton Villefranche-sur-Saône nahe den Orten Belleville und Beaujeu. Erhalten ist die Kirche Notre-Dame d’Avenas aus dem 12. Jahrhundert mit einem Kalksteinaltar. Zu Füßen des Fût d’Avenas (762 m) liegt die kleine Ortschaft Avenas mit der Kirche.

## Überlieferung
Der Name Avenas soll auf Prinzessin Avana zurückgehen, eine Schwester Guillaume de Pieux’, des Gründers der Abtei Cluny. Nach der Inschrift auf dem Kalksteinaltar ließ Ludwig der Fromme die Kirche Notre Dame d’Avenas zum Andenken an den Verräter Ganelon errichten. Gemäß dem Rolandslied war Ganelon als Freund und Verwandter zum Verräter geworden.
Nicht weit entfernt lagen die Klöster Saint Antoine d’Ouroux, Saint-Mamert und Saint-Jacques-des-Arrêts. Die Kirche wurde 1906 und 1956 bis 1960 restauriert.